# 라이게라 (칠레)
라이게라(스페인어: La Higuera)는 칠레 코킴보 주 엘키 현의 코무나이다.